# Malta ai Giochi della XXXIII Olimpiade
Malta ha partecipato ai Giochi della XXXII Olimpiade, svoltisi a Parigi, Francia, dal 26 luglio all'11 agosto 2024, con 5 atleti in 4 discipline.
I portabandiera alla cerimonia di apertura sono stati Sasha Gatt e Gianluca Chetcuti.

## Delegazione
| Sport            | Uomini | Donne | Totale |
| ---------------- | ------ | ----- | ------ |
| Atletica leggera | 1      | 0     | 1      |
| Judo             | 0      | 1     | 1      |
| Nuoto            | 1      | 1     | 2      |
| Tiro             | 1      | 0     | 1      |
| Totale           | 3      | 2     | 5      |

## Risultati

### Atletica leggera
Maschile
Eventi su pista e strada
| Atleta       | Evento | Turni preliminari | Turni preliminari | Batteria        | Batteria        | Semifinale      | Semifinale      | Finale          | Finale          |
| Atleta       | Evento | Risultato         | Posizione         | Risultato       | Posizione       | Risultato       | Posizione       | Risultato       | Posizione       |
| ------------ | ------ | ----------------- | ----------------- | --------------- | --------------- | --------------- | --------------- | --------------- | --------------- |
| Beppe Grillo | 100 m  | 10"69             | 5º                | Non qualificato | Non qualificato | Non qualificato | Non qualificato | Non qualificato | Non qualificato |

### Judo
| Atleta           | Evento          | Preliminari          | 16-esimi             | Ottavi               | Quarti               | Semifinali           | Ripescaggio          | Finale               | Pos.            |
| Atleta           | Evento          | Avversario Punteggio | Avversario Punteggio | Avversario Punteggio | Avversario Punteggio | Avversario Punteggio | Avversario Punteggio | Avversario Punteggio | Pos.            |
| ---------------- | --------------- | -------------------- | -------------------- | -------------------- | -------------------- | -------------------- | -------------------- | -------------------- | --------------- |
| Katryna Esposito | 48 kg femminile | Baasankhüü P 0–10    | Non qualificata      | Non qualificata      | Non qualificata      | Non qualificata      | Non qualificata      | Non qualificata      | Non qualificata |

### Nuoto
| Atleta        | Evento                        | Batterie  | Batterie  | Semifinali      | Semifinali      | Finale          | Finale          |
| Atleta        | Evento                        | Tempo     | Posizione | Tempo           | Posizione       | Tempo           | Posizione       |
| ------------- | ----------------------------- | --------- | --------- | --------------- | --------------- | --------------- | --------------- |
| Kyle Micallef | 50 m stile libero maschile    | 2249      | 41º       | Non qualificato | Non qualificato | Non qualificato | Non qualificato |
| Sasha Gatt    | 1500 m stile libero femminili | 17'00''54 | 16ª       | N.D.            | N.D.            | Non qualificata | Non qualificata |

### Tiro a segno
| Atleta            | Evento        | Qualificazione | Qualificazione | Finale          | Finale          |
| Atleta            | Evento        | Punteggio      | Classifica     | Punteggio       | Classifica      |
| ----------------- | ------------- | -------------- | -------------- | --------------- | --------------- |
| Gianluca Chetcuti | Trap maschile | 116            | 29º            | Non qualificato | Non qualificato |